# Assistance ventriculaire

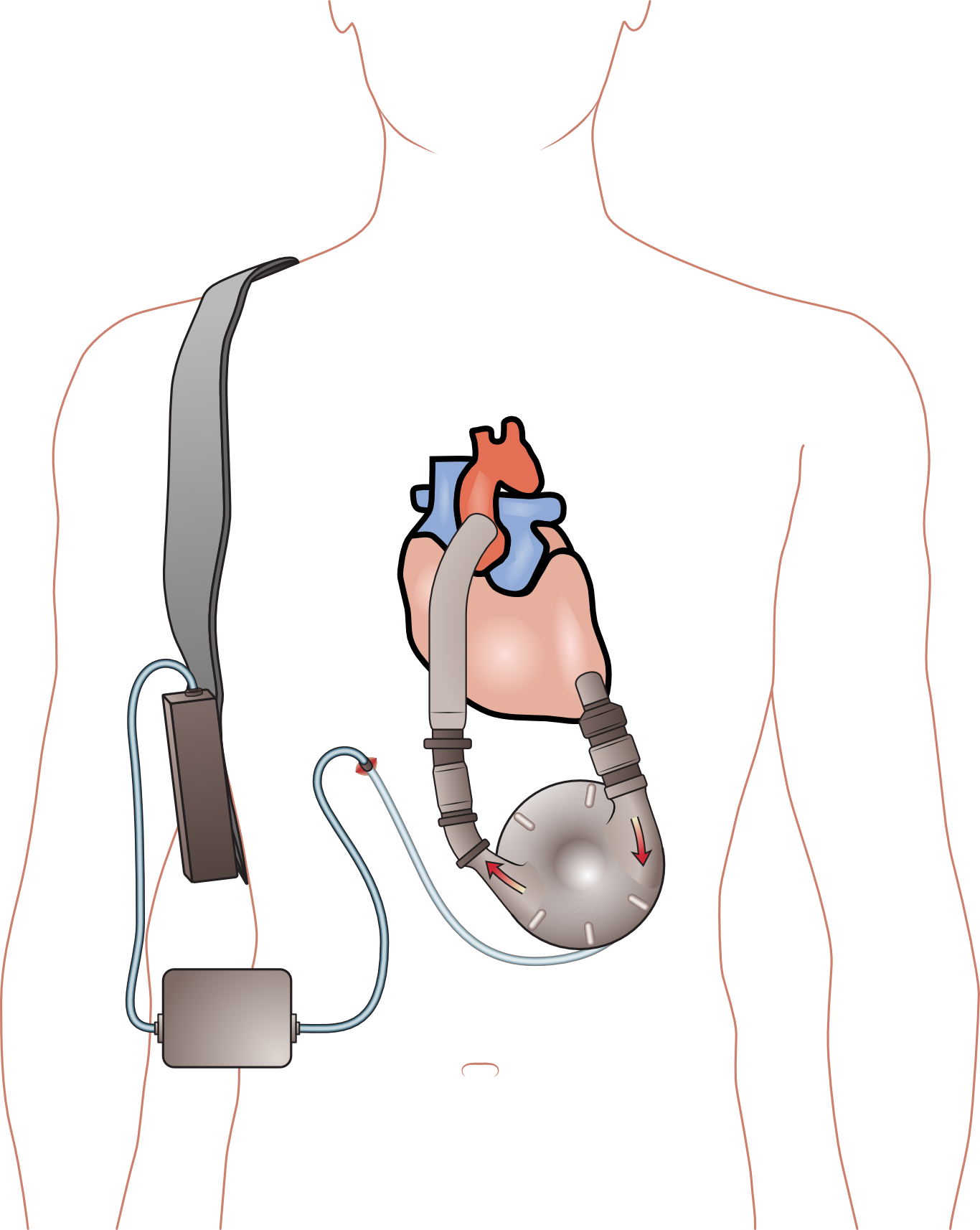
Schéma du dispositif.

Une assistance ventriculaire est un dispositif médical mécanique, implanté chirurgicalement et destiné à pallier un ventricule cardiaque défaillant. 

## Technique
Le dispositif est constitué par une pompe mécanique, reliée au système veineux et artériel du patient, permettant de court-circuiter le ventricule malade. Cette pompe, le plus souvent de type rotative (soit de type axiale, avec une vis d'Archimède, soit de type centrifugeuse), permet un débit continu, perdant la pulsatilité du débit cardiaque normal. Certains modèles, plus récents, conservent cette pulsatilité. L'alimentation énergétique (batteries) reste externe, reliée à la pompe par un câble traversant la peau. Le débit obtenu peut dépasser 10 l/min, ce qui permet une activité physique notable. Des capteurs permettent d'analyser le fonctionnement du dispositif au moyen d'une console de contrôle, permettant de visualiser l'historique des pressions et des débits.
Le plus souvent, l'assistance ventriculaire concerne le ventricule gauche. Plus rarement, il peut être mis en place au niveau du ventricule droit, ou des deux ventricules.
Il se distingue du cœur artificiel car ne nécessite pas l'explantation du cœur malade. Il peut donc être retiré simplement si la fonction de cet organe s'améliore. 
Il se distingue de l'ECMO car ne comporte pas de fonction d'oxygénation du sang.

## Indications
Ce sont celles d'une insuffisance cardiaque grave et symptomatique, ne répondant pas à un traitement médicamenteux bien conduit, avec un risque vital à court ou moyen terme. L'assistance est, pour l'instant, réservée aux cas où la fraction d'éjection est effondrée. 
L'assistance ventriculaire peut être proposée en attente d'une transplantation cardiaque lorsque le patient ne peut attendre manifestement la disponibilité d'un greffon. Cette indication représente un peu moins de la moitié des cas.
De plus en plus, elle est proposée comme solution ultime, chez un patient pour lequel une transplantation cardiaque n'est pas envisageable (âge, comorbidité...)
Plus rarement elle peut être proposée à titre transitoire, avec espoir d'une récupération de la fonction cardiaque permettant, alors, le retrait de l'assistance. 

## Effets secondaires
Près d'un tiers des patients sont réhospitalisés au premier mois de l'intervention, pour une complication.
Il existe un risque infectieux du fait de la persistance d'un câble entre la pompe, située dans l'organisme, et le système d'alimentation électrique.
Comme tout dispositif mécanique, il existe un risque de panne.
Le risque de formation de thrombus (caillot) dans le circuit est élevé. Cette complication peut perturber le fonctionnement de la pompe, voire la bloquer, imposant le changement du dispositif en urgence. Ce risque est beaucoup plus faible avec les derniers modèles, de type centrifuge à lévitation magnétique. Le thrombus peut également migrer et faire un accident embolique (plus rare également, à moyen terme, chez les modèles centrifuges à lévitation magnétique). Une anticoagulation orale par un antagoniste de la vitamine K est nécessaire.
Il existe un risque de saignement, de causes multiples et pas seulement en raison du traitement anticoagulant.
Une défaillance cardiaque droite se voit précocement chez près d'un tiers des patients avec assistance gauche, pouvant conduire à l'implantation d'un assistance droite. Les raisons sont probablement multiples : modification du régime des pressions, de la géométrie du cœur gauche...

## Efficacité
La survie peut atteindre plusieurs années, avec une qualité de vie acceptable, les batteries permettant une relative autonomie. La survie est toutefois moins bonne que lors d'une transplantation cardiaque, même si les deux populations ne sont pas, en tout point, comparables.
Ceci doit être mis en balance avec un taux de complications important, puisque cela motive une réhospitalisation à un an pour 80 % des personnes implantées. Les modèles à pompe centrifuge semblent toutefois plus fiable, avec moins de dysfonction, que les pompes axiales.

## Fournisseurs et coût
Le coût du dispositif reste important, tant en matériel qu'en surveillance, limitant la diffusion de cette technologie. Les appareils commercialisés par Abbott (HeartMate III) et par Medtronic (HeartWare HVAD) sont vendus à environ 100 000 dollars pièce en 2018. Les sociétés françaises CorWave et Fineheart s'attaquent aussi à ce marché.

## Statistiques
Aux États-Unis, plus de 22 000 patients sont porteurs de ce dispositif avec plus de 2 500 implantations annuelles. Le marché mondial est estimé à près de 10 000 implantations annuelles.